# 回転のぞき絵

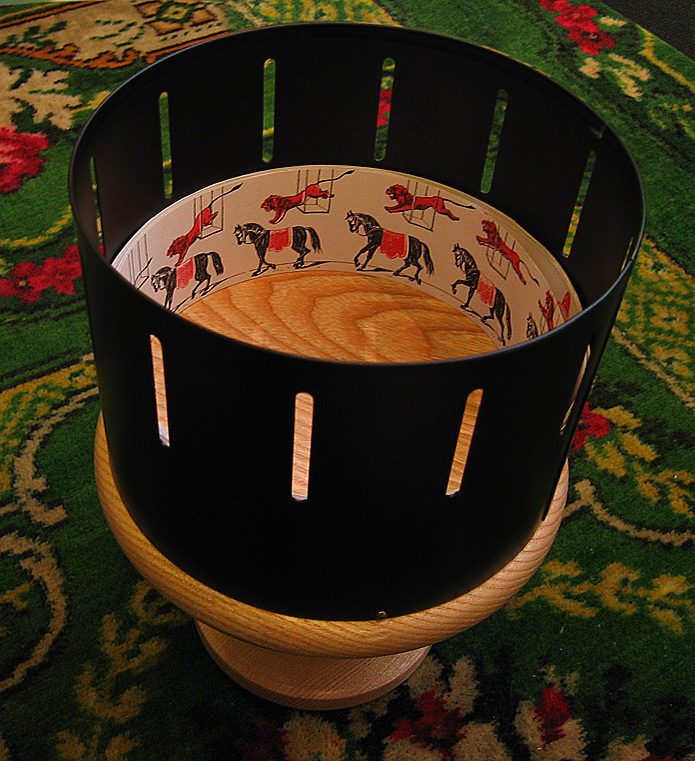
ヴィクトリア朝の回転のぞき絵のレプリカ

回転のぞき絵（かいてんのぞきえ、英: Zoetrope、仏: Zootrope）とは、静止画を素早く入れ替えることで、あたかも動いているかのように見せる器具。ゾエトロープ、ゾートロープとも。zoetrope とは、ギリシア語の zoe（生命）と trope（回転）を組み合わせた言葉で、「生命の輪」あるいは「生きている輪」という意味がある。
側面に縦にスリットの入った円筒形をしている。スリットとスリットに挟まれるように、内側の面に個々の静止画が描かれており、連続写真のように並んでいる。この円筒を回転させ、スリットから反対側の内側を透かして見る。スリットを通すことで、絵がぶれないようにし、映画と同様の原理で絵が次々と入れ替わることで動いているように見せる。回転のぞき絵は、その性質上、絵の幅が実際よりも狭く見える。

## 発明
回転のぞき絵は、1834年にウィリアム・ジョージ・ホーナーが発明した。彼は、これを "daedalum" または "daedatelum" と呼んだ。ジョゼフ・プラトーが1831年に発明したフェナキストスコープに触発されたものである。類似の器具は John Bate の The Mysteries of Nature and Art（1634年）にも紹介されている。実際、回転のぞき絵の原理は、中国の漢時代の発明家である丁緩が発明した回り燈籠（走馬燈）が最初と考えられている
。

## その後の歴史
William F. Lincoln は Horner の発明を「ゾエトロープ」としてアメリカ合衆国にもたらした。回転のぞき絵の改良としてプラキシノスコープが生まれ、19世紀末ごろ人気となった。初期の映写機として、回転のぞき絵と幻灯機を組み合わせたものがある（1860年代）。また、プラキシノスコープと幻灯機の組合せは1880年代に登場した。
21世紀に入っても回転のぞき絵の開発は続いており、特に「線形ゾエトロープ; Linear Zoetrope」と呼ばれるものがある。線形ゾエトロープは縦のスリットの背後に不透明なスクリーンが一方向に連続して並んでいるもので、各スリットの背後のスクリーンは発光していることが多い。この器具の前を通り過ぎるとき、動画が見える。線形ゾエトロープは回転のぞき絵とは形状的に違いがあるため、まず任意の長さのアニメーションを実現できる。そして、スリットを通して見たとき、実際の絵よりも幅が広く見える。
1980年9月、Bill Brand は "Masstransiscope" と呼ぶ線形ゾエトロープをニューヨークブルックリン地区の使われていない地下鉄プラットフォームに設置した。この装置は228本のスリットから成っていて、各スリットの背後には手描きのパネルが置かれていた。地下鉄がこの前を通過するとき、乗客から動画が見えるようになっていたのである。
宇宙物理学を学んでいた学生だった Joshua Spodek は、線形ゾエトロープの一種の着想を得て開発し、ゾエトロープとしては一世紀以上の間で最大の商業的成功を収めた。彼のディスプレイは2001年9月、アトランタの地下鉄に登場し、乗客に動画の広告を見せることとなった。このディスプレイは内部から発光していて、300メートル弱の長さがあり、動画は約20秒間続く。彼の設計した線形ゾエトロープは北米、アジア、ヨーロッパの各地の地下鉄で採用された。Spodek はゾエトロープ関連の芸術活動やその他の非商業的表現にも関与している。
2006年4月、ワシントンメトロは Metro Center 駅と Gallery Place 駅の間にゾエトロープを使った広告を設置した。同様の広告はニュージャージー州のパストレインでも、ワールドトレードセンター駅と Exchange Place 駅の間に設置されている。日本では、2004年から東京メトロ銀座線・溜池山王駅-赤坂見附駅間で見ることができる。
三鷹の森ジブリ美術館には、3次元フィギュアを使ったゾエトロープ（トトロぴょんぴょん）がある。スリットから覗き見る形式ではなく、LEDによるストロボを使っている（ストロボ効果）。これに触発され、ピクサー・アニメーション・スタジオは20周年記念としてニューヨーク近代美術館で、トイ・ストーリーのキャラクターを使ったゾエトロープを展示した。